# El Guajolote
El Guajolote är en ort i Mexiko.   Den ligger i kommunen Epazoyucan och delstaten Hidalgo, i den sydöstra delen av landet, 90 km nordost om huvudstaden Mexico City. El Guajolote ligger 2 727 meter över havet och antalet invånare är 455.
Terrängen runt El Guajolote är kuperad. Runt El Guajolote är det ganska tätbefolkat, med 58 invånare per kvadratkilometer. Närmaste större samhälle är Pachuca de Soto, 13,7 km väster om El Guajolote. I omgivningarna runt El Guajolote växer i huvudsak blandskog.